# انوشیروان ارجمند

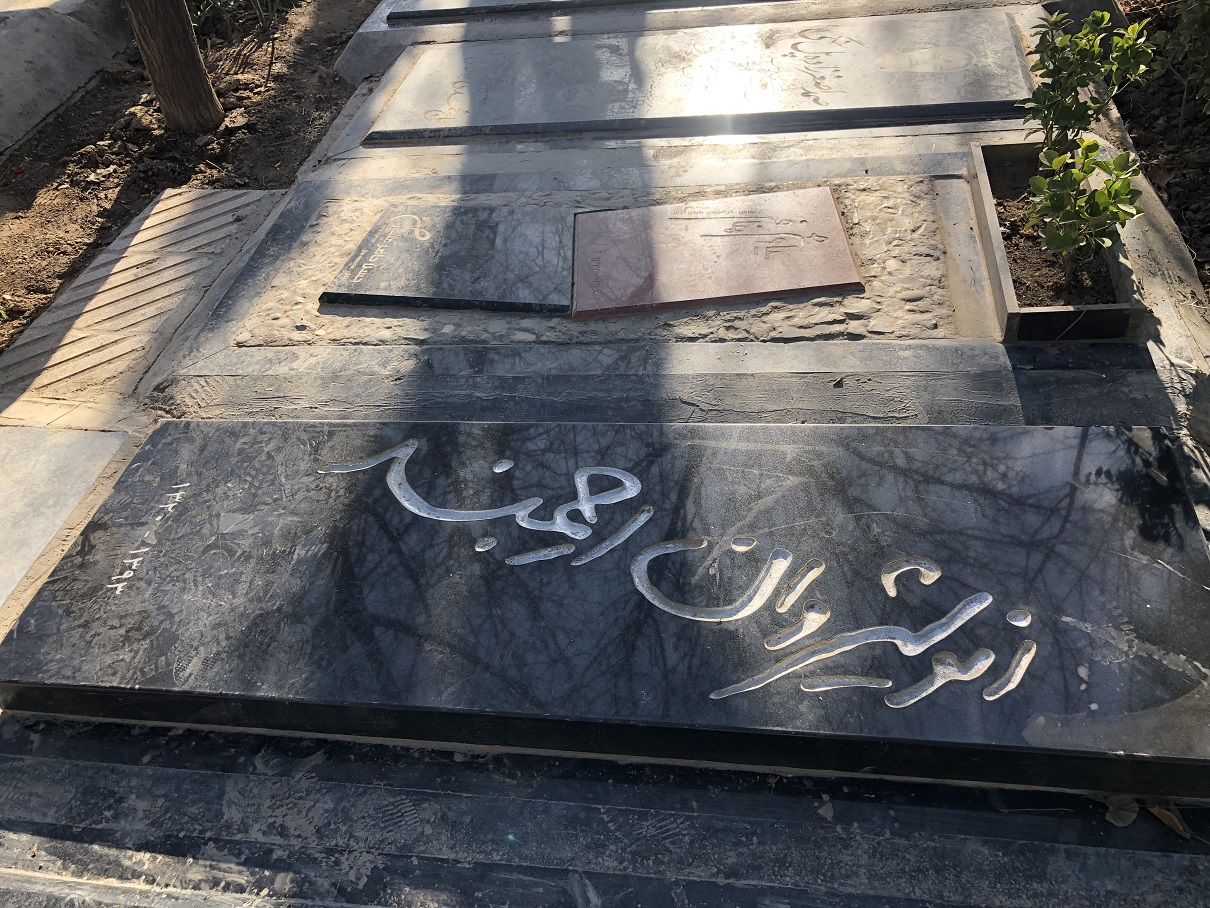

انوشیروان ارجمند (۲۷ مهر ۱۳۲۰ – ۲۳ آذر ۱۳۹۳) بازیگر سینما و تلویزیون ایرانی، برادر بزرگتر داریوش ارجمند و همچنین پدر برزو ارجمند بود.

## فعالیت هنری
او از اواخر دهه ۱۳۴۰ خورشیدی به عنوان بازیگر و کارگردان تئاتر در مشهد فعالیت خود را آغاز کرد. او در رویدادهای تئاتری متعددی در مقام کارگردان و بازیگر آثاری را عرضه کرد. از جمله در دهمین جشنواره تئاتر فجر که سال ۱۳۷۰ برگزار شد تئاتر سایه ماه را به کارگردانی خودش ارائه نمود. از دیگر آثار شاخص آن دوره می‌توان به مرگ یزدگرد به نویسندگی بهرام بیضایی و کارگردانی گلاب آدینه، واقعه‌خوانی جهاز جادو به نویسندگی محمد چرمشیر و کارگردانی آتیلا پسیانی، دلدار به نویسندگی و کارگردانی حسین نوری، مال‌کنون به نویسندگی و کارگردانی مریم معترف و عزت‌الله مهرآوران اشاره کرد.

## درگذشت
انوشیروان ارجمند مدتی به دلیل بیماری قلبی در بیمارستان پارسیان تهران بستری بود و ظهر روز ۲۳ آذر ۱۳۹۳ بر اثر همین بیماری در سن ۷۳ سالگی درگذشت. مراسم خاکسپاری وی در روز ۲۵ آذر همان سال از مقابل تالار وحدت انجام گرفت و در قطعه هنرمندان بهشت زهرا مدفون شد. در مراسم خاکسپاری وی، جمعی از دولتمردان و هنرمندان ایرانی نیز حضور داشتند.

## فیلم‌شناسی

### سینمایی
- یتیم‌خانه ایران (۱۳۹۳)
- عقاب صحرا (۱۳۹۱)
- رستاخیز (فیلم ۱۳۹۱) (۱۳۹۱) در نقش قاضی شریح
- نیکان و بچه غول (۱۳۹۱)
- چراغ قرمز (۱۳۸۸)
- کیفر (حسن فتحی) (۱۳۸۸)
- تردید (۱۳۸۷)
- دوشیزه باران (۱۳۸۶)
- محیا (۱۳۸۶)
- قاعده بازی (۱۳۸۵)
- دوئل (۱۳۸۲)
- صبحانه‌ای برای دو نفر (۱۳۸۲)
- قارچ سمی (۱۳۸۰)
- دل نمک (۱۳۶۸)
- گنج (۱۳۶۳)
- گفت زیرسلطه من آیید (۱۳۶۲)

### تلویزیونی
| سال       | نام مجموعه                   | سمت    | کارگردان          | توضیحات                                   |
| --------- | ---------------------------- | ------ | ----------------- | ----------------------------------------- |
| ۱۳۹۳      | ستاره شرق                    | بازیگر | علی غفاری         | در نقش فضل ابن شاذان (آخرین کار هنری وی)  |
| ۱۳۹۳      | بزم آخر                      | بازیگر |                   |                                           |
| ۱۳۹۱      | پشت کوه‌های بلند              | بازیگر |                   |                                           |
| ۱۳۹۰      | سقوط آزاد                    | بازیگر | علیرضا امینی      | شبکه ۱                                    |
| ۱۳۹۰      | شهر دقیانوس                  | بازیگر |                   |                                           |
|           | همه بچه‌های ما                | بازیگر | تاجبخش فنائیان    | [ ۵ ]                                     |
| ۱۳۸۹      | نون و ریحون                  | بازیگر |                   |                                           |
| ۱۳۸۸      | پنجمین خورشید                | بازیگر | علیرضا افخمی      | شبکه ۳ - ماه رمضان سال ۱۳۸۸ - در نقش اَنوش |
| ۱۳۸۸      | نردبام آسمان                 | بازیگر | محمد حسین لطیفی   | در نقش سجزی                               |
| ۱۳۸۶      | چهل سرباز                    | بازیگر | محمد نوریزاد      |                                           |
| ۱۳۸۵      | جابر بن حیان                 | بازیگر | جواد افشار        |                                           |
| ۱۳۸۳      | فرار بزرگ (مجموعه تلویزیونی) | بازیگر | محمدحسین لطیفی    |                                           |
| ۱۳۸۲      | معصومیت ازدست‌رفته            | بازیگر |                   |                                           |
| ۱۳۸۲      | سایه سکوت                    | بازیگر | جواد افشار        |                                           |
| ۱۳۸۲–۱۳۸۱ | حجر بن عدی                   | بازیگر |                   |                                           |
| ۱۳۸۹–۱۳۸۱ | مختارنامه                    | بازیگر | داود میرباقری     | در نقش رفاعة بن شداد                      |
| ۱۳۸۲      | معصومیت ازدست‌رفته            | بازیگر | داود میرباقری     |                                           |
| ۱۳۸۱      | فرستاده (مجموعه تلویزیونی)   | بازیگر | جواد شمقدری       | شبکه دو                                   |
| ۱۳۷۷–۱۳۸۱ | تفنگ سرپر                    | بازیگر |                   | در نقش اسماعیل آقا                        |
| ۱۳۷۷      | میعاد در سپیده‌دم             | بازیگر | سعید سلطانی       | شبکه ۳                                    |
| ۱۳۷۵      | زیر چتر خورشید               | بازیگر | بهمن زرین‌پور      | شبکه ۲                                    |
| ۱۳۷۵      | چشم دل                       | بازیگر | رامین گودرزی‌نژاد  |                                           |
| ۱۳۷۴      | عیاران                       | بازیگر | کاظم بلوچی        |                                           |
| ۱۳۷۰      | روزی روزگاری                 | بازیگر | امرالله احمدجو    | در نقش رفعت‌خان (خان خله)                  |
| ۱۳۷۰–۱۳۷۵ | امام علی                     | بازیگر | داوود میرباقری    | در نقش اشعث بن قیس                        |
| ۱۳۶۹      | کمند خاطرات                  | بازیگر | سید ضیاءالدین دری | شبکه ۱                                    |
| ۱۳۶۴      | روایت عشق                    | بازیگر | انوشیروان ارجمند  | شبکه ۱                                    |

### تئاتر
- خورشید کاروان (۱۳۶۹)